# Cause 4 Concern
Cause 4 Concern (C4C) — драм-н-бейс группа. Состоит из четырёх музыкантов — Ed Holmes, Mark Clements, Stuart Perkins и Tobie Burrows. Основана в 1999 году.

## Музыка
Музыкальные произведения пишутся в поджанре neurofunk.